# Comunidad de comunas de la Planicie del Sauer y del Seltzbach
La Comunidad de comunas de la Llanura del Sauer y del Seltzbach (Communauté de communes de la plaine de la Sauer et du Seltzbach, CCPSS en francés), era una estructura intercomunal francesa que estaba situada en el departamento francés de Bajo Rin de la región de Alsacia.

## Historia
Fue creada en 1980 con el nombre de  Sindicato Intercomunal de Vocación Múltiple (SIVOM) cantonal de Seltz con la unión de diez de las catorce comunas del antiguo cantón de Seltz, y que actualmente forman parte del nuevo cantón de Wissembourg.
En 1982 pasó a ser una comunidad de comunas con el nombre de Communauté de comunes de la plaine de la Sauer et du Seltzbach.
El uno de enero de 2014 la comunidad fue suprimida al unirse a las comunidades de comunas de Lauter y Seltz-Delta del Sauer para formar la nueva comunidad de comunas de la Pradera del Rin.

## Nombre
Debe su nombre a que la comunidad se hallaba emplazada en la llanura adyacente al río Sauer  y que por ella también transcurría el río Seltzbach,  un afluente del Sauer.

## Composición
La Comunidad de comunas reagrupaba 10 comunas:
| Comuna                 | Código INSEE | Cantón      | Población (2012) | Superficie (km²) | Densidad (hab./km²) |
| ---------------------- | ------------ | ----------- | ---------------- | ---------------- | ------------------- |
| Beinheim               | 67025        | Wissembourg | 1873             | 15,23            | 123                 |
| Buhl                   | 67069        | Wissembourg | 518              | 4,40             | 118                 |
| Crœttwiller            | 67079        | Wissembourg | 172              | 2,55             | 67                  |
| Kesseldorf             | 67235        | Wissembourg | 428              | 7,26             | 59                  |
| Mothern                | 67305        | Wissembourg | 2020             | 10,30            | 196                 |
| Niederrœdern           | 67330        | Wissembourg | 923              | 6,88             | 134                 |
| Schaffhouse-près-Seltz | 67440        | Wissembourg | 575              | 4,49             | 128                 |
| Siegen                 | 67466        | Wissembourg | 512              | 8,10             | 63                  |
| Trimbach               | 67466        | Wissembourg | 512              | 8,10             | 136                 |
| Wintzenbach            | 67541        | Wissembourg | 583              | 6,96             | 84                  |

## Competencias
La comunidad era un organismo público de cooperación intercomunal.
Sus recursos provenía del impuesto sobre los rendimientos del trabajo único, del sistema de contribuciones que se aplicaba a los residuos y asignaciones y subvenciones de diversos socios.
Sus competencias en general se centraban en el desarrollo económico, medio ambiental, de empleo y los servicios comunitarios a los habitantes:
- Ordenación del Territorio
  - Plan de Coherencia Territorial (SCOT, en francés).
  - Plan Sectorial.
- Desarrollo y organización económica
  - Acción de desarrollo económico de las actividades industriales, comerciales o de empleo, (apoyo de las actividades agrícolas y forestales...).
  - Creación, organización, mantenimiento y gestión de zonas de actividades industriales, comerciales, terciario, artesanal o turístico.
- Desarrollo y organización social y cultural
  - Actividades culturales y socioculturales.
  - Actividades deportivas.
  - Construcción y/u organización, mantenimiento, gestión de equipamientos o establecimientos culturales, socioculturales, socioeducativos, deportivos…, etc.
  - Transporte escolar.
- Medio ambiente
  - Saneamiento no colectivo.
  - Recogida y tratamiento de los residuos urbanos y asimilados.
  - Protección y valorización del Medio Ambiente.
- Vivienda y hábitat
  - Programa local del hábitat.
- Servicio de vías públicas
  - Creación, organización y mantenimiento del servicio de vías públicas.
- Otros
  - Adquisición comunal de material.
  - Informática, Talleres vecinales.